# توآماسینا دوم (بخش)
توآماسینا دوم (به لاتین: Toamasina II) یک منطقهٔ مسکونی در ماداگاسکار است که در آتسینانانا واقع شده‌است.